# جشنواره فیلم عربی برلین
جشنواره فیلم عربی برلین (عربی: مهرجان الفيلم العربي برلين) یک جشنواره فیلم عربی در آلمان است که در سال ۲۰۰۹ تأسیس شد. این جشنواره در برلین برگزار می‌شود. در این جشنواره فیلم‌های کوتاه، بلند و مستند به نمایش گذاشته می‌شوند.